# La Lobera, Oaxaca
La Lobera är en ort i Mexiko.   Den ligger i kommunen Heroica Ciudad de Tlaxiaco och delstaten Oaxaca, i den sydöstra delen av landet, 280 km sydost om huvudstaden Mexico City. La Lobera ligger 2 087 meter över havet och antalet invånare är 792.
Terrängen runt La Lobera är lite kuperad. Runt La Lobera är det ganska tätbefolkat, med 83 invånare per kvadratkilometer. Närmaste större samhälle är Heroica Ciudad de Tlaxiaco, 1,8 km öster om La Lobera. I omgivningarna runt La Lobera växer huvudsakligen savannskog.